# Bïa
Bïa, pseudonimo di Bïa Krieger (Santa Catarina, 1967), è una cantante brasiliana, che divide la sua vita tra la Francia e il Quebec.

## Biografia
Aveva tre anni quando le idee politiche dei suoi genitori li portarono sulla strada dell'esilio, in fuga dalla dittatura militare brasiliana. Scopre, assorbe e ama nuove culture, nuovi linguaggi, nuovi orizzonti. Le sue radici latine, profondamente sudamericane, segneranno per sempre la sua sensibilità. Cile, Perù e Portogallo sono le terre accoglienti della sua infanzia, la poesia di Pablo Neruda, Violeta Parra, Chico Buarque o Atahualpa Yupanqui permeano il suo universo.
Quando la legge sull'amnistia generale fu promulgata in Brasile nel 1980, la famiglia tornò nella sua terra natale. Bïa trascorse lì la sua adolescenza e si iscrisse all'Università di San Paolo all'età di 18 anni, tentata dagli studi di giornalismo. Delusa dall'atmosfera accademica, si prese un anno sabbatico e si diresse verso l'Europa, la cui cultura la affascinava, in contrasto con l'influenza troppo pesante degli Stati Uniti nella vita sudamericana. Questo soggiorno temporaneo finì per essere prolungato a tempo indeterminato e Bïa si stabilì in Francia.

## Carriera
Dopo alcuni anni di viaggio durante i quali si immerse profondamente nella cultura, nella lingua, nella musica, nella letteratura e nello stile di vita francofoni, sentì il desiderio di ricongiungersi con la musica, passione e vocazione che non si è sempre concretizzata professionalmente, e si mette al lavoro: scrittura, ricerca di partner e repertorio. Con Dominique Bouzon, virtuosa flautista ancora presente nel suo gruppo, Bïa registra un modello che viene inviato a Pierre Barouh. Quest'ultimo, all'interno della sua casa discografica Saravah, intreccia da tempo solidi legami tra la musica brasiliana e quella francofona.
Da questo fruttuoso incontro nacque La Mémoire du Vent. Pubblicato nel 1997, questo album vinse il Gran Premio dell'Accademia Charles-Cros e incontrò l'approvazione del pubblico e della critica francese. Piuttosto francofona, interpreta i testi del cantautore Jean Duino, nonché i propri adattamenti in francese (approvati e apprezzati dall'autore) del grande poeta Chico Buarque, nonché Georges Brassens in spagnolo.
Nel 1998 Bïa registrò il trailer del film Hasards ou coïncidences, di Claude Lelouch, che includeva anche uno dei titoli del suo album nella colonna sonora del suo film (A Volta do Malandro, di Chico Buarque).
Tra il 1997 e il 2000 ha condiviso il palco con Pierre Barouh, Françoise Kucheida, Gérard Ansaloni e gli artisti Saravah.
Nel 2000 è uscito l'album Sources.
Su ritmi afro-brasiliani mescolati con samba, bossa nova e ballate, si sposano le lingue portoghese, spagnolo, italiano, francese (le sue canzoni "Les Mûres Sauvages" e "Sous le Vent du Monde") o inglese,  un occhiolino ai suoi amori d'infanzia, i Beatles, in un collage di "Golden Slumbers" con "Ballade pour un Matin" del suo amato autore Jacques Higelin. Questo album molto acustico lascia un grande spazio al virtuosismo degli strumentisti che vi partecipano e segnano la riunione di Bïa con le sue fonti brasiliane.
Nel 2003 è stato pubblicato il suo album Carmin. Nel 2006 si stabilì in Quebec e pubblicò l'album Cœur vagabond / Coração vagabundo, composto per metà dall'adattamento di canzoni francesi in portoghese e per metà da canzoni brasiliane in francese. Il 23 ottobre 2006, quest'ultimo ha vinto il premio ADISQ per il miglior album musicale del Quebec al mondo nel 2006.
Nel 2008 ha pubblicato l'album "Nocturno".
Nel 2009 è stato pubblicato il suo romanzo Les révolutions de Marina, la storia ispirata alla sua infanzia in Brasile.
Nel 2014 condivide il palco con Gianmaria Testa; secondo lui, questa avventura è stata "memorabile". All'inizio di marzo 2015 ha pubblicato un album chiamato Navegar. Suo fratello Edu Krieger e diversi altri artisti collaborano alla produzione di questo album, definito "nitido e di rara bellezza" dal critico di Voir.
Nel 2015, al 37° gala dei Premi Félix, ha vinto l'album dell'anno, Musiques du monde, per Navegar.
Si è esibita con musicisti di Toronto in uno spettacolo a Toronto nel 2018. Ha collaborato con Mamselle Ruiz per formare il duo Bandidas nel 2016 per un tour e il duo ha pubblicato un album omonimo nel 2017.

## Discografia
- 1997 : La Mémoire du vent
- 2000 : Sources
- 2003 : Carmin
- 2006 : Cœur vagabond
- 2008 : Nocturno
- 2015 : Navegar
- 2017 : Bandidas (avec Mamselle Ruiz)